# Stanisław Lubomirski
Stanisław Lubomirski (1704 - Warschau, 19 juli 1793) was een Poolse aristocraat en lid van het hoogadellijke vorstengeslacht Lubomirski binnen het Heilige Roomse Rijk.

## Biografie

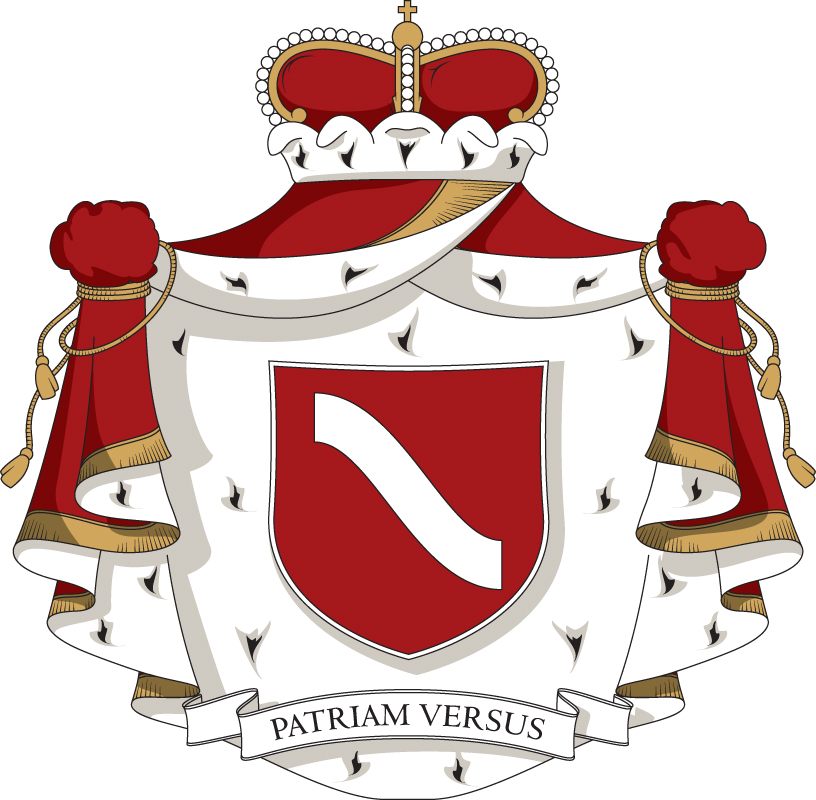
Wapen van Lubomirski

Als telg van een van de rijkste families van het Pools-Litouwse Gemenebest, bezat prins Stanisław Lubomirski 31 steden en 728 dorpen, verspreid over een oppervlakte van 25.000 km², het merendeel in Podolië. Hij zou de geschiedenis in gaan als de Pool met de meeste landgoederen op zijn naam. Stanisław zou mentaal onstabiel zijn geweest en verloor het grootste deel van zijn landgoederen met het kaartspelen. Drie van zijn neven organiseerde in 1768 een interventie om de rest van de landgoederen van hun oom voor zijn kinderen in veiligheid te brengen. Twee jaar later werden deze landgoederen aan de zonen van Stanislaw geschonken. In 1785 nam hij ontslag als woiwode van Kiev.
Stanisław werd in 3 augustus 1744 benoemd tot ridder in de Orde van de Witte Adelaar en op 15 juni 1766 als een van de eerste Polen tot ridder in de Orde van Sint-Stanislaus.

## Huwelijk en nageslacht
Uit zijn huwelijk met Louise Honoré Pociejowna werden vier kinderen geboren.
- Louise Prinses Lubomirska 1750-1829
- Jozef Prins Lubomirsky 1751-1817
- Alexander Prins Lubomirsky 1751-1804
- Michael Prins Lubomirsky 1752-1825